# Instefjorden
Der Instefjorden (norwegisch für Innerster Fjord) ist ein Fjord zwischen Prinz-Harald- und Kronprinz-Olav-Küste des ostantarktischen Königin-Maud-Lands. Er bildet den innersten Teil des Havsbotn in der Lützow-Holm-Bucht.
Wissenschaftler des Norwegischen Polarinstituts benannten ihn 1941 deskriptiv nach seiner geographischen Lage.